# Takorabt

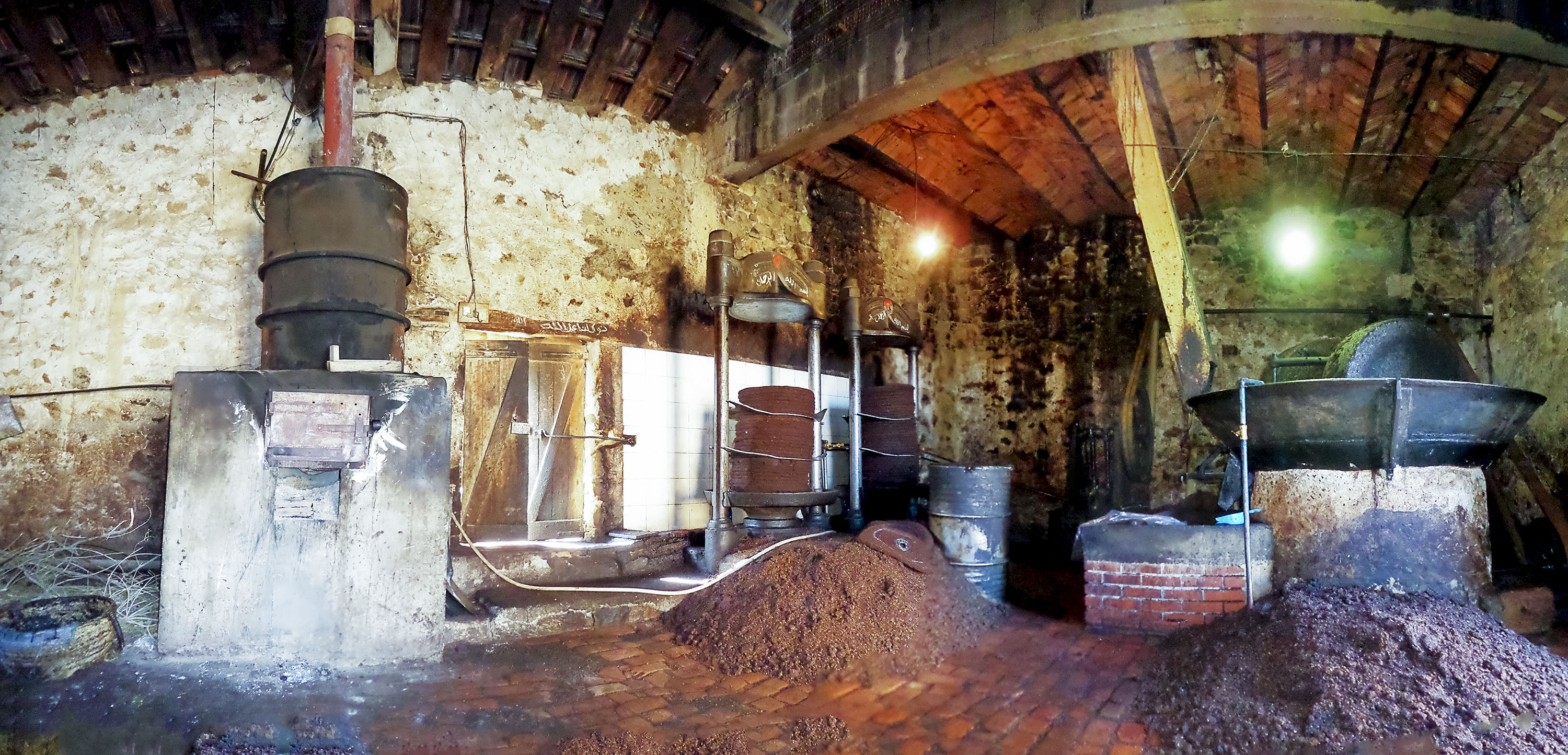
Huilerie traditionnelle à Takorabt

Takorabt est un village de la commune de Ighil Ali, situé en Algérie dans la région de Kabylie, de son vrai nom Thigra N’Ath Abbas, situé à 80 km au sud ouest de la Wilaya de Bejaïa.
Takorabt fait partie de la région Aït Abbas qui porte le nom du royaume de Sduikch (ou Sedwikich ou Sedouikch), tribu des Kutama, mais qui se disent arabes sulaymites selon Ibn Khaldoun dans son Histoire des berbères. Les Sedwikich ont fondé un royaume au XIVe siècle qui dura jusqu'au XVIe siècle dirigé par les familles des Ouled Alawa et Ouled Yahya. Il y a mille ans, celui-ci s’étendait de la vallée de la Soummam jusqu’aux hauteurs des chaînes montagneuses des Babors et des Bibans.
Takorabt est bordé au nord par la commune d’Ait Rzine, au sud par la commune d’Ighil Ali dont il fait partie administrativement, à l’est par les villages Belayel et Ath Sradj, à l’ouest par deux villages aussi Thawrirth et Thalefsa qui font partie de la commune d’Ait Rzin, très relié à l’histoire de la kalla des Aït Abbas.
Le sultan Ahmed, fils de Sidi Abderrahmane enterré à Takorabt, s’installa à la Kalaa et fonda ce royaume, il déménagea à ces montagnes inaccessibles d’Aït Abbas en Kabylie pour des raisons sécuritaires.
Takorabt fut le berceau et le noyau du royaume berbère des Aït Abbas. Ce village a donné naissance au royaume de la Kalaa N’Ath Abbas : bâtie sur le modèle de celle des Beni Hammad ; Position stratégique, accès difficile, portes gardées et muraille tout autour. 
.